# Хмельницький Дмитро Сергійович
Дмитро Сергійович Хмельницький (рід. 26 вересня 1953, Москва) — радянський і німецький архітектор, історик сталінської архітектури, публіцист; автор статей про сталінізм і сучасність, антисталініст за своїми поглядами.

## Біографія
Народився в родині поета, архітектора і археолога Сергія Хмельницького (1925—2003). 
 З 1970 року навчався на факультеті будівництва Таджицького політехнічного інституту.
У 1973 році переїхав до Ленінграда. У 1977 році закінчив Інститут ім. Рєпіна. У 1977—1979 служив в будівельному батальйоні Морської інженерної служби в Ленінграді . У 1979—1981 роках працював архітектором в Ленінграді, в Лендіпротрансі і Лендіпромісті. Проектував житлові будинки для міста Северодвінськ. З його слів «розчарувався в радянській архітектурі» . У 1981 році вперше подав заяву на виїзд з СРСР.
У 1981—1983 працював кочегаром в газовій котельні інституту ім. Герцена. У 1983—1987 проектував і будував селища-бази артілі «Печора» в містах Березовський, Ухта, Інта . У 1987 році емігрував до Німеччини, де вже жив його батько.
У 1988—1998 працював архітектором в різних архітектурних бюро . У 2001—2005 — редактор відділу «Історія» в газеті «Європа-Експрес».
У 2003 році захистив дисертацію з історії архітектури сталінської епохи на здобуття ступеня доктора інженерних наук в Берлінському технічному університеті Тема дисертації: «Сталінська архітектура. Ідеологія і стиль (1929—1960)» (нім. Architektur Stalins. Ideologie und Stil. 1929—1960 Architektur Stalins. Ideologie und Stil. 1929—1960).
Значна частина публікацій присвячена Віктору Суворову. Виступає з критикою ісламофобії в зв'язку з проблемами мігрантів в Європі, а також з єврейським питанням, зокрема, щодо проблеми визначення поняття «єврейський народ».
Займається живописом і графікою.
Живе в Берліні.

## Реалізовані проекти
- Будинки для Северодвінську.
- Проектування і будівництво баз артілі «Печора» в містах Інта, Ухта, Березовський (1983-87).
- Реалізовано споруди в Німеччині і Франції.

## Публікації
Публікувався в багатьох журналах, серед них: " Континент " (Париж, Москва), " Двадцать два " (Тель Авів), " Прапор ", «Мир» (Берлін). Друкувався в газетах: " Литературная газета ", " Московские новости ", " Русская мысль " (Париж), «Европа-Центр» (Берлін).

### Монографії
- Под звонкий голос крови: Советская эмиграция и национальная идея. — Рига: Гамаюн, 1999.
- Под звонкий голос крови … Советская эмиграция и национальная идея. — [Изд. 2.] — М.: Огни, 2004. — 235 с. — ISBN 5-9548-0012-X
- Die Architektur Stalins. Bd. I: Studien zu Ideologie und Stil. — Stuttgart: ibidem-Verlag, 2007. — 475 S. = Soviet and Post-Soviet Politics and Society, 41/I. — ISBN 978-3-89821-515-2(нім.)
- Die Architektur Stalins. Bd. II: Bilddokumentation. — Stuttgart: ibidem-Verlag, 2007. — 208 S., 345 Abb. = Soviet and Post-Soviet Politics and Society, 41/II. — ISBN 978-3-89821-515-2(нім.)
- Архитектура Сталина. Психология и стиль. — М.: Прогресс-Традиция,2007. — 560 с. — ISBN 5-89626-271-1
- Зодчий Сталин. — М.: Новое литературное обозрение, 2007 (Серия: Очерки визуальности). — 312 с. — ISBN 5-86793-496-9
- В соавт. с: Меерович М. Г., Конышева Е. В. Кладбище соцгородов: градостроительная политика в СССР 1928—1932 гг. — М.: РОССПЭН, 2011 (Серия: История сталинизма). — 270 с. — ISBN 978-5-8243-1518-9
- В соавт. с: Милютина Е. Архитектор Николай Милютин: Николай Милютин в истории советской архитектуры / Мы наш, мы новый мир построим. — М.: Новое литературное обозрение, 2013 (Серия: Критика и эссеистика). — 504 с. — ISBN 978-5-4448-0049-2
- При участии: Фирсова А. Иван Жолтовский: Архитектор советского палладианства. — Берлин: DOM publishers, 2015. — 212 с. — ISBN 978-3-86922-284-4

### Статті
- «Соцгород» Николая Милютина в контексте советской истории (Заключит. ст.) // Милютин Н. А. Соцгород / Sozgorod: Проблема строительства социалистических городов. — Берлин: DOM Publishers, 2008. — ISBN 978-3-86922-642-2
- Непонятый гений. Книги Якова Чернихова глазами современников (Вст. ст.) // Работы Якова Чернихова из собрания Дмитрия Чернихова (Graphic Masterpieces of Yakov G. Chernikhov. The Collection of Dmitry Y. Chernikhov). — Berlin: DOM Publisher, 2009. — ISBN 978-3-938666-61-6
- От переводчика // Волтерс Р. Специалист в Сибири. — Изд. 2. — Новосибирск: Свиньин и сыновья, 2010. — 257 с. — ISBN 978-5-98502-093-9
- Глазами отщепенца // Лебедь. — Бостон, — 20.10.2002. — № 294.

### Збірники
- Великая Отечественная катастрофа-3 / Лопуховский Л., Мельтюхов М., Солонин М. и др. — М.: Яуза, Эксмо, 2008. — 480 с. — ISBN 978-5-699-25256-5
- Überfall auf Europa: Plante die Sowjetunion 1941 einen Angriffskrieg?: Neun russische Historiker belasten Stalin (Нападение на Европу: Готовил ли Советский Союз в 1941 г. агрессивную войну?: Девять русских историков обвиняют Сталина) // Гасанлы Д., Мельтюхов М., Наджафов Д., Солонин М. и др. — Selent: Pour le Mérite Verlag, 2009. — 320 с. — ISBN 978-3-932381-53-9(нім.)
- Нацистская пропаганда против СССР. Материалы и комментарии. 1939—1945. — М.: Центрполиграф, 2010 (Серия: На линии фронта. Правда о войне). — 390 с. — ISBN 978-5-227-02396-4
- Первый удар Сталина 1941: Сборник / Виктор Суворов, Барятинский М., Исаев А. и др. — М.: Эксмо, Яуза, 2010. — 352 с. — ISBN 978-5-699-43818-1
- Die Rote Walze: Wie Stalin den Westen überrollen wollte: Zehn internationale Historiker belasten die Sowjetunion (Красный каток. Как Сталин хотел задавить Запад: Десять историков из разных стран обвиняют Советский Союз) / Виктор Суворов, Наджафов Д., Солонин М., Цурганов Ю., Магенхеймер Х.[de], Мильштейн У.[en], Раак Р.[de], Титура Т., Уикс А.[de] / Сост. Д. С. Хмельницкий. — Selent: Pour le Mérite Verlag, 2011. — 286 с. — ISBN 978-3-932381-60-7(нім.)

### Книги проВіктора Суворова
- Правда Виктора Суворова: Переписывая историю Второй Мировой: Сборник статей / Сост. Д. Хмельницкий. — М.: Яуза, 2006 (Серия: Великая Отечественная: Неизвестная война). — 352 с. — ISBN 5-87849-214-8
- Правда Виктора Суворова-2. Восстанавливая историю Второй мировой: Сборник статей / Сост. Д. Хмельницкий. — М.: Яуза-Пресс, 2007 (Серия: Великая Отечественная: Неизвестная война). — 320 с. — ISBN 978-5-903339-46-4
- Ледокол из «Аквариума». Беседы с Виктором Суворовым. — М.: Быстров, 2006 (Серия: Великая Отечественная: Неизвестная война). — 349 с. — ISBN 5-9764-0002-7
- Правда Виктора Суворова-3. Восстанавливая историю Второй мировой: Сборник статей / Сост. Д. С. Хмельницкий. — М.: Яуза-Пресс, 2007 (Серия: Великая Отечественная: Неизвестная война). — 320 с. — ISBN 978-5-903339-68-6
- Правда Виктора Суворова. Новые доказательства / Ред.-сост. Д. С. Хмельницкий. — М.: Яуза-Пресс, 2008 (Серия: Великая Отечественная: Неизвестная война). — 384 с. — 978-5-9955-0013-1
- Правда Виктора Суворова. Окончательное решение / Сост. Д. С. Хмельницкий. — М.: Яуза-Пресс, 2009 (Серия: Великая Отечественная: неизвестная война). — 480 с. — ISBN 978-5-9955-0034-6
- Новая правда Виктора Суворова. Продолжение супербестселлера: Антология / Сост. Д. С. Хмельницкий. — М.: Яуза-Пресс, 2009 (Серия: Великая Отечественная: неизвестная война). — 320 с. — ISBN 978-5-9955-0099-5
- Вся правда Виктора Суворова. Лучшие статьи ведущих историков / Сост. Д. С. Хмельницкий. — М.: Яуза-Пресс, 2009 (Серия: Виктор Суворов: За и против). — 800 с. — ISBN 978-5-9955-0076-6
- Виктор Суворов, Дмитрий Хмельницкий. Беседы с Виктором Суворовым. — М.: Яуза-Пресс, 2010 (Серия: Виктор Суворов: За и против). — 400 c. — ISBN 978-5-9955-0107-7
- Сверхновая правда Виктора Суворова / Сост. Д. С. Хмельницкий. — М.: Яуза-Пресс, 2011 (Серия: Правда Виктора Суворова). — 320 с. — ISBN 978-5-9955-0285-2
- Запретная правда Виктора Суворова / Сост. Д. С. Хмельницкий. — М.: Яуза-Пресс, 2011 (Серия: Великая Отечественная: неизвестная война). — 320 с. — ISBN 978-5-9955-0276-0
- Детектор правды Виктор Суворов / Сост. Д. С. Хмельницкий. — М.: Яуза-Пресс, 2011 (Серия: Великая Отечественная: неизвестная война). — 320 с. — ISBN 978-5-9955-0228-9
- Откровения Виктора Суворова / Сост. Д. С. Хмельницкий. 3-е изд., доп., испр. — М.: Яуза-Пресс, 2011 (Серия: Правда Виктора Суворова). — 416 с. — ISBN 978-5-9955-0282-1
- Виктор Суворов без цензуры. Против пещерного сталинизма / Сост. Д. С. Хмельницкий. — М.: Яуза-Пресс, 2011 (Серия: Правда Виктора Суворова). — 576 с. — ISBN 978-5-9955-0336-1
- Нокдаун 1941. Почему Сталин «проспал» удар?: Антология / Сост. Д. С. Хмельницкий. — М.: Яуза, 2011 (Серия: Правда Виктора Суворова). — 416 с. — ISBN 978-5-9955-0261-6